# シルフェステル・ファン・デル・ワーテル
シルフェステル・ファン・デル・ワーテル（Silvester van der Water、1996年9月30日 - ）は、オランダ・ブラリクム出身のサッカー選手。エールディヴィジ・SCカンブール所属。ポジションはFW。

## クラブ経歴
アルメレ・シティFCの下部組織出身。2016-17シーズンにトップチーム昇格。
2018年7月11日、ヘラクレス・アルメロに3年+1年延長オプション付きで移籍した。
2021年2月23日、オーランド・シティSCと3年契約を締結した。
2022年7月1日、SCカンブールに3年+1年延長オプション付きで移籍した。